# Cát Trinh
Cát Trinh là một xã thuộc huyện Phù Cát, tỉnh Bình Định, Việt Nam.
Xã Cát Trinh có diện tích 48,65 km², dân số năm 2021 là 12.630 người, mật độ dân số đạt 260 người/km².

## Hành chính
Xã Cát Trinh được chia thành 4 thôn: An Đức, Phong An, Phú Kim, Phú Nhơn.